# Cabo Corrientes (Mar del Plata)
El cabo Corrientes o mejor dicho cabo de las Dos Corrientes —nombre original, que fue acotado por el actual, ya que en él confluyen una corriente cálida proveniente de las costas tropicales de Brasil, y otra de aguas gélidas, proveniente de la Antártida— es un saliente rocoso de la costa argentina, ubicado entre las playas Chica y Varese, ambas de la ciudad de Mar del Plata, en el extremo sureste de la Provincia de Buenos Aires, sobre el mar Argentino del océano Atlántico. Su ubicación geográfica está en las coordenadas 38°01′S 57°32′O / -38.017, -57.533.

## Historia
El almirante Guillermo Brown fondeó en este mismo cabo a principios de enero de 1826, esperando algunos barcos que vendrían desde Carmen de Patagones para dirigirse con ellos hacia el Río de la Plata, a mediados del mismo mes y contribuyendo así, en la lucha naval de la Guerra del Brasil, ya que el gobierno nacional lo había mandado a llamar en auxilio de Buenos Aires porque había sido bloqueada por una poderosa escuadra imperial, al mando del vicealmirante Rodrigo José Ferreira de Lobo, el 21 de diciembre de 1825.
Lentamente algunos pioneros fueron poblando estos lugares, incluyendo las tierras del cabo pero una vez ocurrido el movimiento de los Libres del Sur que fueran derrotados en la batalla de Chascomús del 7 de noviembre de 1839 por el régimen rosista, la mayor parte de los estancieros y oficiales huyeron a la costa de la bahía de Samborombón, gracias a que el hacendado Gervasio José Ortiz de Rozas y López de Osornio —quinto hermano de Juan Manuel de Rosas— entre otros conspiradores que no habían participado del movimiento, dieran aviso a la escuadra bloqueadora francesa para que se acercara a la costa y pudieran embarcar a Montevideo, dando como consecuencias la confiscación de ganado, bienes y campos por parte del gobierno rosista.
La situación antes citada de la campaña bonaerense fue aprovechada por el hacendado filántropo José Gregorio de Lezama en 1847 que compró a bajo precio los campos confiscados del porteño Ladislao Martínez Castro, entre ellos, la estancia de «Laguna de los Padres» —al noroeste de Cabo Corrientes y cerca de la antigua misión jesuita de Nuestra Señora del Pilar que había funcionado desde el 13 de noviembre de 1746 hasta el 1 de septiembre de 1751— además, en el año 1850, compraría también la estancia «La Armonía» y en 1852, la estancia «San Julián de Vivoratá», vendiendo las tres en agosto de 1856 a una sociedad luso-brasileña, conformada por Irineu Evangelista de Sousa quien fuera el barón brasileño de Mauá que se quedaría con el 50%, siendo la otra mitad repartida por igual entre Sa de Pereira, Pereira de Faria, Figueredo y el portugués José Coelho de Meyrelles quien fuera cónsul del Reino de Portugal en Buenos Aires, además de ser el encargado de administrar las estancias y establecer el primer saladero —en las actuales calles marplatenses: Av. Pedro Luro y Santiago del Estero— en Cabo de las Dos Corrientes, siendo la base de la futura ciudad de Mar del Plata.